# Самозорганізована критичність
Самозорганізо́вана крити́чність (СК) є властивістю класу складних динамічних систем, що самодовільно втримуються у критичному стані.
Концепцію СК вперше ввели були Пер Бак (Per Bak), Чао Танг (Chao Tang) і Курт Візенфельд (Kurt Wiesenfeld) у статті опублікованій у 1987 р. у Physical Review Letters, де СК розглядалася як один з механізмів, за посередництвом яких у природі виникає складність

. Концепція СК була застосована у такому широкому колі областей знання, як геофізика, космологія, еволюційна біологія, екологія, економіка, квантова гравітація, соціологія, фізика сонця, фізика плазми, нейробіологія

 тощо.
СК зазвичай спостерігається в повільно керованих нерівноважних системах з розподіленими ступенями свободи та сильною неідеальністю. На сьогодні досліджено багато окремих зразків складних систем. Проте загальні характеристики, відповідальні за СК, залишаються невідомими.

## Огляд
У нелінійній динаміці на кінець XX ст. були розроблені дві парадигми. У рамках першої показано, що в багатьох відкритих нелінійних системах далеко від рівноваги відбувається самоорганізація. При цьому виникають просторово-неоднорідні стаціонарні розподіли змінних — так звані дисипативні структури або автохвильові процеси.
Друга парадигма пов'язана з поняттям динамічного хаосу — складною неперіодичною поведінкою у детермінованих системах (тобто в таких, де діє принцип причинності й немає випадкових чинників). Основним результатом цього підходу було встановлення наявності границь передбачуваності, горизонту прогнозу — скінченого часу, за який динамічний прогноз поведінки системи стає неможливим. Описані універсальні сценарії переходу від простого руху до хаотичного за зміни зовнішнього параметра.
Ідея самоорганізації, що лежить в основі обох парадигм, означає виділення з великої (іноді нескінченної) кількості числа змінних невеликого числа змінних — параметрів порядку, до яких, на великих проміжках часу, підлагоджується решта ступенів свободи.